# 고우다 천황
고우다 천황(일본어: 後宇多天皇, 1267년 12월 17일 ~ 1324년 7월 16일)은 제91대 일본 천황(재위 1274년~1287년)으로 휘(諱)는 요히토(世仁)이다.
가메야마 천황의 차남이자 다이카쿠지 왕통(大覚寺統) 출신으로 시호는 59대 천황 우다 천황(宇多天皇)에서 유래하였다.
중세 일본 최고의 현군의 한 명으로 꼽히며, 그와 대립했던 지묘인 왕통(持明院統)의 하나조노 천황(花園天皇)조차도 그를 「말대(末代)의 영주(英主)」라고 칭송하였다. 그는 생에 두 번의 인세이(院政)를 행하였는데, 제1차 인세이 때에는 소송 제도 개혁에 나서서 큰 업적을 남겼다. 하지만 만년에는 진언종(真言宗) 수행에 경도된 나머지 정치를 소홀히 한다는 말까지 나오게 되어 하나조노 천황은 그를 두고 「만절을 더럽혔다」(晩節を汚した)고 비판했다. 다만 한편으로는 이렇게 정치 무대에서 멀어진 것은 그의 아들 고다이고(後醍醐)에게 친정을 맡게 하여 천황으로서의 위신과 경험을 쌓게 하였으며, 다이카쿠지 왕통 체제를 반석에 올리기 위해 의도적인 판단이었다는 설도 있다. 일본의 사학자 혼고 가즈토(本郷和人)는 고다이고 천황의 막부 타도 계획을 저지시키게 하려고 인세이를 그만둔 것이라고도 하였다. 어쨌든 평가가 엇갈리는 만년을 들더라도 고우다 천황이 영주였다는 평만은 흔들림이 없으며, 그의 정치 개혁은 아들 고다이고 천황의 겐무 정권(建武政権) 시기를 지나 무로마치 막부(室町幕府)의 정책에도 영향을 주었다.
또한 고우다 천황은 호학(好学) 즉 학문을 좋아하는 군주였다고도 한다. 서도(書道)로는 신한양(宸翰様)의 명수로도 알려져 『고우다 천황 신한어수인 유고』(後宇多天皇宸翰御手印遺告, 다이카쿠지 소장) 등 여러 점의 어필이 일본의 국보로 지정되어 있다. 또한 와카(和歌)에도 뛰어나 니조파(二条派)의 유력 가인(歌人)의 한 사람이었다. 그의 제1차 인세이 때에 칙찬(勅撰) 와카 모음집인 『신후찬화가집』(新後撰和歌集, 가겐 원년인 1303년)이, 제2차 인세이 때는 『속천재화가집』(続千載和歌集, 겐오 2년인 1320년)이 편찬되었는데, 주람(奏覧) 및 찬자는 모두 니조 다메요(二条為世)가 맡았다(훗날 고다이고 천황의 아들로 규슈에서 기쿠치씨 등의 도움을 받아 정서부를 열고 정서장군궁이라 불리며 규슈의 남조 세력을 규합하게 되는 가네요시 친왕의 어머니는 니조 다메요의 손녀이다).

## 생애
요시토 친왕은 고사가 천황의 의향에 따라 1268년 황태자가 되었다.
고사가 천황은 1272년 사망하였고 2년 뒤인 1274년 그의 유언에 따라 요시토 친왕은 아버지 가메야마 천황의 양위를 받아 즉위했다. 물러난 가메야마 천황은 상황으로서 인세이를 펼쳤다. 1287년 자신의 아들(지묘인 왕통)이 아닌 동생 가메야마 천황의 혈통(다이카쿠지 왕통)이 천황이 된 것에 불만을 품고 있었던 고후카쿠사 상황은 막부와 교섭을 했고, 고우다 천황은 고후카쿠사 상황의 아들인 히로히토 친왕에게 양위했다. 이후에도 왕위 계승을 둘러싼 지묘인 왕통과 다이카쿠지 왕통의 갈등은 계속되었다. 고우다 천황은 아들 고니조 천황의 재위 기간 중 상황으로서 인세이를 행했으며 차남인 고다이고 천황의 치세 중에도 그가 친정을 행하기까지 인세이를 했다.
고우다 천황은 겐코 4년(1324년) 6월 58세로 사망했다.

## 가계도
- 중궁 : 세이카몬인(西華門院) 호리카와(미나모토) 모토코(키시)(堀川(源) 基子) (1269-1355) - 호리카와 소나모리(堀川 具守)의 딸이자 쿠가 모토소나(久我基具)의 양녀
  - 제1황자 : 구니하루 친왕(邦治 親王) - (고니조 천황)
- 텐시 : 단텐몬인(談天門院) 이츠츠지(후지와라) 타다코(츄시) (五辻(藤原) 忠子) (1268-1319) - 이츠츠지 타다츠구(五辻 忠継)의 딸이자 카잔인 모로츠구(花山院 師継)의 양녀
  - 제1황녀 : 다쓰치몬인(達智門院) 마사코(쇼우시) 내친왕(奨子内親王) - (1286-1348)
  - 제2황자 : 다카하루 친왕(尊治 親王) - (고다이고 천황)
  - 제3황자 : 쇼엔 법친왕(性円 法親王) (1292-1347)
  - 제4황자 : 쇼카쿠 법친왕(承覚 法親王) (1294-?)
- 비(妃) : 유기몬인(遊義門院) 레이시(레이코) 내친왕(姈子 内親王) (1270-1307) - 고후카쿠사 천황의 황녀
- 후궁 : 에이카몬인(永嘉門院) 미즈코(즈이시) 여왕(瑞子女王) (1272-1329) - 무네타카 친왕의 왕녀
- 후궁 : 이치죠노 츠보네(一条局) 하시모토(후지와라)씨(橋本(藤原)氏) - 하시모토 사네토시(橋本実俊)의 딸
  - 제5황자 : 세이쇼 법친왕(性勝法親王) 또는 요시하루 친왕(良治 親王) (?-1354)
- 후궁 : 린시 여왕(掄子女王) (1265-?) - 무네타카 친왕의 왕녀이자 미즈코 여왕의 이복동생
  - 제2황녀 : 소메이몬인/스메이몬인(崇明門院) 바이코(바이시) 내친왕(禖子内親王)
- 후궁 : 이츠츠지(후지와라)씨(五辻(藤原)氏) - 이쓰쓰지 무네시타(五辻宗親)의 딸
  - 제3황녀 : 타노시코(유시) 내친왕(愉子 内親王)
- 후궁 : 가잔인(후지와라)씨(花山院(藤原)氏) - 가잔인 나가마사(花山院 長雅)의 딸
  - 황자 : 라쿠쇼쿠(落飾)
- 후궁 : 신산이노 쓰보네(新三位局)
  - 황자 : 이름모름, (1307-?)

## 같이 보기
- 일본 천황